# Mușchiul cremaster
Mușchiul cremaster este un mușchi care acoperă testiculul și cordonul spermatic.

## Anatomie
La bărbații umani, mușchiul cremaster este un strat subțire de mușchi striat care se găsește între canalul inghinal și scrot, între straturile externe și interne ale fasciei spermatice, care înconjoară testiculul și cordonul spermatic. Mușchiul cremaster este o structură asociată, existând una pe fiecare parte a corpului.
Anatomic, mușchiul cremaster lateral provine din mușchiul oblic intern, doar parte superioară dinspre canalul inghinal și mijlocul ligamentului inghinal. Mușchiul cremaster medial, care uneori este absent, provine din tuberculul pubian și uneori din creasta pubiană laterală. Ambele se inserează în tunica vaginală, sub testicul.

### Vascularizație
Mușchiul cremaster este irigat de artera cremasterică, care este o ramură a arterei epigastrice inferioare.

### Inervație
Mușchiul cremaster este inervat de ramura genitală a nervului genitofemoral. Primește o inervație și o sursă vasculară distincte în comparație cu mușchiul oblic intern.

### Dezvoltare
Cremasterul se dezvoltă în întregime doar la bărbați; la femeie este reprezentată doar de câteva bucle musculare.
La omul de sex feminin, mușchiul cremaster este mai mic și se găsește pe ligamentul rotund.
La șobolani, s-a demonstrat că mușchii cremaster s-au dezvoltat din bulbul gubernacular. 

## Fiziologie

### Retragerea
Funcția mușchiului cremaster este de a ridica și a coborî testiculele pentru a regla temperatura scrotală pentru o spermatogeneză optimă și supraviețuirea spermatozoizilor rezultați. Face acest lucru prin creșterea sau scăderea suprafeței expuse a țesutului înconjurător, permițând disiparea mai rapidă sau mai lentă a căldurii corpului.
Mușchiul cremaster este un mușchi involuntar și contracția poate apărea în timpul excitării, care poate preveni rănirea testiculelor în timpul sexului. Contracția are loc și în timpul ejaculării. 
Retragerea poate apărea, de asemenea, în momente de frică extremă, eventual pentru a ajuta la evitarea rănirii testiculelor în timp ce se confruntă cu o situație de luptă sau fugă. 
Din punct de vedere clinic, un arc reflex numit reflex cremasteric poate fi demonstrat prin mângâierea ușoară a pielii coapsei interioare în jos de la șold spre genunchi. Acest lucru stimulează fibrele senzoriale ale nervului ilioinginal, care intră în măduva spinării la L1. Fibrele senzoriale stimulează fibrele motorii ale ramurii genitale a nervului genitofemoral (de asemenea, la nivelul vertebrei L1), care asigură inervația mușchilor cremaster provocând contracția mușchiului și ridicarea testiculelor. Acest lucru face ca mușchiul cremaster de pe aceeași parte să se contracte rapid, ridicând testiculul. 
Cremasterul poate fi, de asemenea, contractat în mod voluntar, prin procedura Kegels (care contractează cremasterul) sau prin flexarea și strângerea mușchilor abdominali.

## Semnificația clinică
Mușchiul cremaster se confruntă ocazional cu spasme sau crampe dureroase la bărbații adulți, care pot fi cronice și debilitante. Tratamentul pentru aceste spasme variază de la o intervenție chirurgicală minoră la injecția cu toxină botulinică-a până la aplicarea regulată de căldură pentru relaxarea mușchilor. Chirurgia, inclusiv excizia mușchiului cremaster, a reușit să ofere o ameliorare completă a acestei afecțiuni fără efecte secundare semnificative.  

## Istorie
Numele mușchiului cremaster este derivat de la verbul tranzitiv grecesc antic „eu atârn” ( greacă κρεμάννυμι ).

## Imagini suplimentare

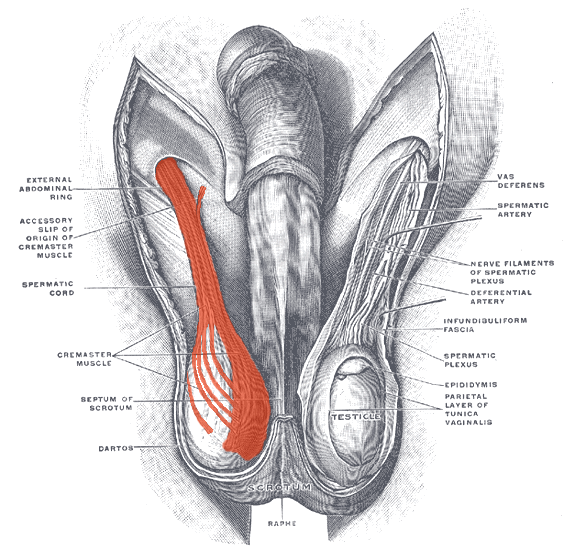
Scrotul.
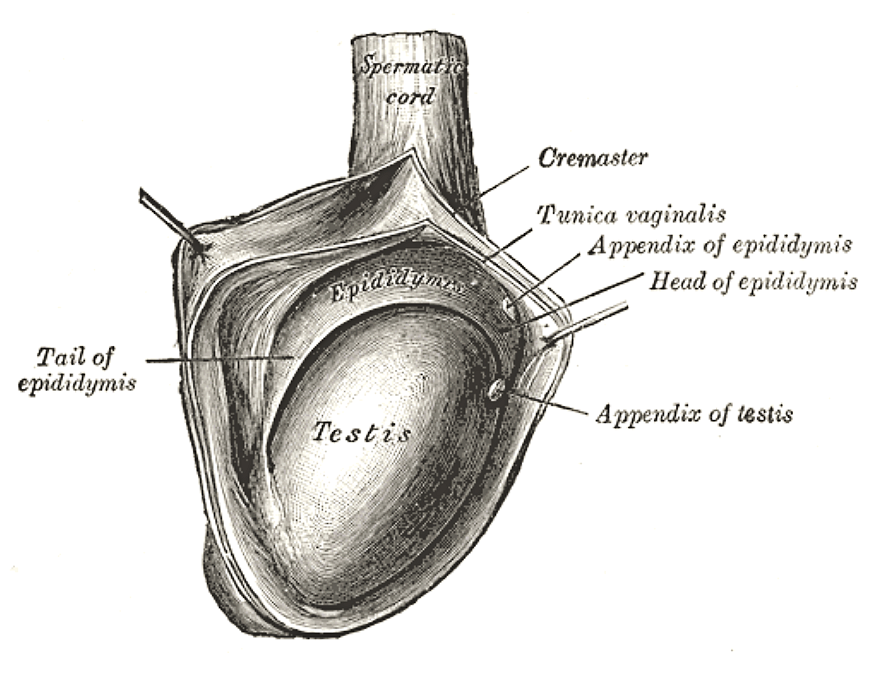
Testiculul drept, expus prin deschiderea tunicii vaginale.